# ギュンター・コルテン

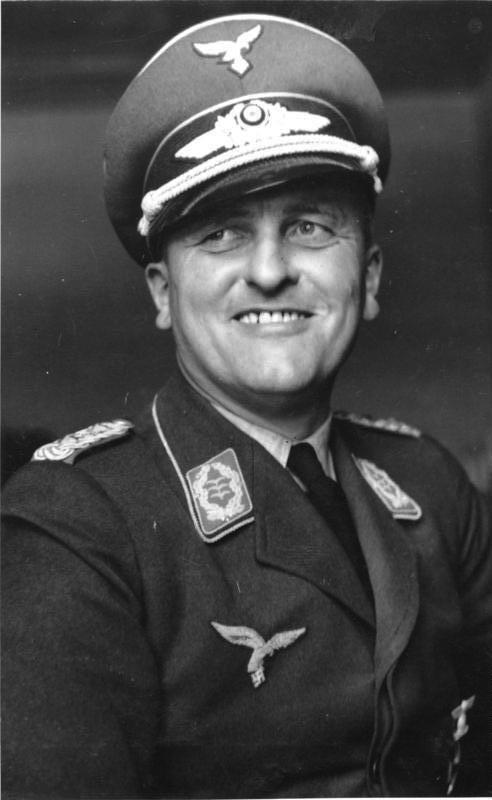
第4航空艦隊参謀長コルテン大佐（1939年）

ギュンター・コルテン（ドイツ語: Günther Korten, 1898年7月26日 - 1944年7月22日）は、ドイツの空軍軍人。最終階級はドイツ国防軍空軍上級大将。第二次世界大戦中に空軍参謀総長などを務めるが、ヒトラー暗殺未遂事件の際に暗殺された。

## 経歴
高級官吏の息子としてケルンに生まれる。第一次世界大戦中の1914年に軍に志願し、プロイセン王国陸軍野砲第34連隊に配属される。同年12月に士官候補生となり、第8工兵大隊に配属される。直後に小隊長となり、1915年10月に少尉に昇進。戦後はヴァイマル共和国軍に採用され、工兵部隊に所属する。1921年10月から翌年8月まで、ミュンヘンの歩兵学校に学ぶ。1925年4月、中尉に昇進。
1926年8月、飛行機のA級操縦ライセンスを取得し、ドイツがソビエト連邦のリペツクに極秘裏に保持していた航空センターに1928年から派遣された。ドイツに帰国後、航空偵察部隊編成のための通称「ベルリン教育部」に配属された。ナチス政権が成立しドイツ再軍備宣言に基づいて空軍の再建を始めると、コルテンは1934年に空軍大尉に昇進した。参謀教育を受けた後、ドイツ航空省に勤務した。1939年に第二次世界大戦が勃発した当時は大佐で、オーストリアに駐屯する第4航空艦隊参謀長だった。
1940年に第3航空艦隊参謀長に転じ、フランス侵攻やバトル・オブ・ブリテンに従軍。同年7月に少将に昇進した。1941年1月に第4航空艦隊に復帰し、バルカン戦線 (第二次世界大戦)やバルバロッサ作戦に従軍。1942年8月に中将に昇進し第1航空軍団司令官に就任、東部戦線の南部を担当し、スターリングラード攻防戦に参加し「ドン地区航空司令官」と通称された。1943年はじめに航空兵大将に昇進し、8月には閑職に追いやられたアルフレート・ケラー(de:Alfred Keller)の後任として第1航空艦隊司令官に任命された。さらにその直後、空軍参謀総長ハンス・イェションネクの自殺を受け、後任の空軍参謀長に就任した。

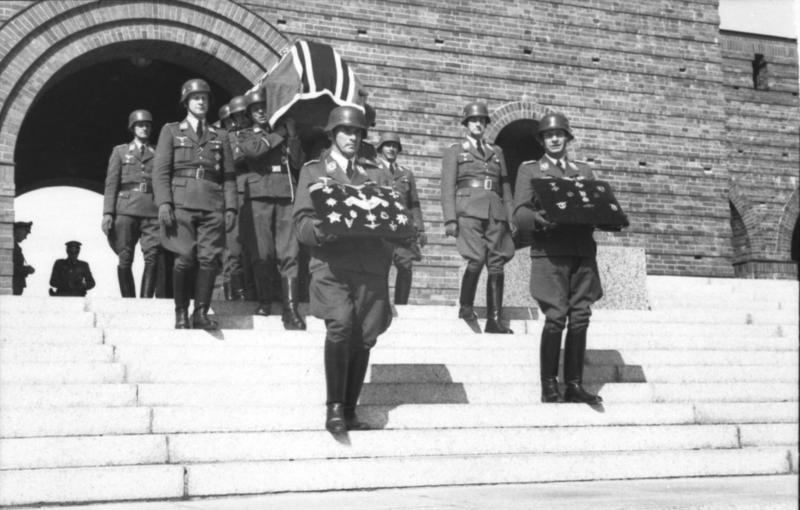
国葬の際のコルテンの棺（1944年8月3日）

1944年7月20日、ヴォルフスシャンツェの総統大本営での会議に参加していた際、アドルフ・ヒトラー暗殺を狙ったクラウス・フォン・シュタウフェンベルク大佐が仕掛けた爆弾が爆発、間近にいたコルテンは重傷を負い、二日後にラステンブルク近郊ゲルリッツの野戦病院で死亡した。生き延びたヒトラーは、事件の犠牲となったルドルフ・シュムントやハインツ・ブラントらと同様に、コルテンを死後特進させ上級大将に昇進させた。コルテンは8月に国葬されタンネンベルク戦勝記念碑に埋葬されたが、翌年1月に赤軍が迫ったため記念碑は爆破され、コルテンはベルリン・シュテーグリッツの墓地に改装された。この墓地は現存する。